# TRXYE
TRXYE is de derde EP van de Australische singer-songwriter Troye Sivan, uitgebracht op 15 augustus 2014 door Universal Music Australia.
De EP werd op 25 juli 2014 voorafgegaan door de release van de single "Happy Little Pill".

## Achtergrond
Op 5 juni 2013 tekende Sivan een contract bij EMI Australia, een Universal Music Australia-label, maar hield dit een jaar geheim. Op 26 juni 2014 kondigde hij de EP op VidCon aan, en plaatste later een video op zijn YouTube-kanaal met details en de cover van de EP.

## Nummers
| 1.                 | Happy Little Pill              | Troye Sivan, Brandon Rogers & Tat Tong | 3:44 |
| 2.                 | Touch                          | Troye Sivan, Thomas Rawle              | 3:35 |
| 3.                 | Fun                            | Troye Sivan, Alex Hope & Lindsay Rimes | 3:26 |
| 4.                 | Gasoline                       | Troye Sivan, Paul Carter               | 3:25 |
| 5.                 | The Fault in Our Stars (MMXIV) | Troye Sivan                            | 3:12 |
| Totale duur: 17:22 |                                |                                        |      |